# Maurice de Cheveigné
Maurice de Cheveigné, né à Paris 16e le 16 août 1920, mort à Saint-Malo le 3 juin 1992, est un soldat de la France libre puis résistant français, opérateur radio du BCRA, qui a été arrêté puis déporté au camp de concentration de Sachsenhausen.

## Biographie
Maurice Le Riche de Cheveigné est le fils de Jane Augustine Noël Le Riche de Cheveigné, infirmière pendant la Première Guerre mondiale, et d'un père, médecin militaire, qui ne l'a pas reconnu. Son enfance se passe dans des pensionnats, y compris en Angleterre où il passe un an et apprend l'anglais. De retour à Paris, il devient apprenti électricien, puis ouvrier à Montrouge dans une fabrique d'appareils radio TSF.
En septembre 1939, Cheveigné a 19 ans et travaille depuis le mois d'avril comme ouvrier aide-riveteur à l'usine d'Aubervilliers du constructeur d'avions Breguet. Le début de la guerre conduit le ministre de l'Air à commander de nombreux avions avec des délais de livraison courts, ce qui fait augmenter les cadences de production chez Breguet et passer de 40 heures à 72 heures de travail hebdomadaire. 
Le 13 juin 1940, à 7 heures du matin, le patron de l'usine annonce que l'armée allemande avance vers Paris et que les unités de production sont évacuées à Toulouse. Le soir même, une dizaine d'ouvriers de l'usine, dont Cheveigné, quittent Paris à vélo et empruntent les routes départementales, car les nationales sont paralysées par les innombrables réfugiés. Les camarades pédalent et bivouaquent, en passant par Sainte-Geneviève-des-Bois, Étampes, Pithiviers, Jargeau, Selles-sur-Cher, Châteauroux, Limoges, Brive-la-Gaillarde, Cahors, Montauban. Le 20 juin, Cheveigné arrive à Toulouse, après plus de 700 km. à vélo depuis Paris ; peu d'ouvriers sont dans les locaux de l'usine Breguet et la plupart des machines ne sont pas encore arrivées. Sidéré, il entend à la radio le maréchal Pétain - « vieux capitulard chevrotant, pérorant, plastronnant » - expliquant qu'il a été obligé de demander l'armistice à Hitler, car la France est trop faible, les Français étant coupables de n'avoir pas assez travaillé, l'esprit de jouissance l'ayant emporté sur l'esprit de sacrifice. 

### France Libre et Résistance
Le 22 juin 1940, apprenant que l'armistice a été signé, Cheveigné et trois camarades décident de quitter la France avant que l'armée allemande n'arrive. Après une centaine de kilomètres à vélo, ils échangent leurs bicyclettes contre une Citroën 5CV « Trèfle », version Torpédo à trois places, et roulent jusqu'à Bayonne à la recherche vaine d'un bateau, puis Saint-Jean-de-Luz, Biarritz, Perpignan. En juillet, les autorités de cette ville répartissent les nombreux réfugiés dans les villages des environs ; Cheveigné et ses camarades sont logés au village de Canohès et gagnent un petit pécule en curant le réseau de fossés tout-à-l’égout du village.  
Fin août-début septembre, trois soldats écossais de la 51st Highland Division arrivent au centre d'accueil de Perpignan et, comme Cheveigné parle anglais, lui demandent de les aider à passer en Espagne. Celui-ci décide de les accompagner et, le 5 septembre, tous les quatre prennent le train pour Banyuls ; puis ils marchent jusqu'au col del Torn, où ils dorment à la belle étoile, avant de s'élancer au petit matin sur le versant espagnol. Quelques kilomètres plus bas, une patrouille de soldats espagnols les arrête, puis les accompagne au village de Villamaniscle où ils sont remis à la Guardia Civil ; le lendemain, ils sont conduits à Figueras et internés. Cheveigné prétend que son patronyme est Menzies (nom de famille de sa grand-mère écossaise) et que le passeport au nom de Cheveigné qu'il possède est en fait celui d'un ami ; lorsque le consul d'Angleterre lui rend visite en prison, il lui avoue la vérité et celui-ci lui promet qu'il le sortira de là. Quelque temps plus tard, les soldats britanniques et Cheveigné sont transférés au camp de Miranda de Ebro ; c'est là que celui-ci tombe malade (pleurésie) et est transféré trois semaines à l'infirmerie, puis à l'hôpital militaire de Pamplona. Le 4 décembre, Cheveigné est transféré à la préfecture de Madrid ; puis, enfin, le 17 décembre 1940, il est libéré et passe Noël à l'ambassade britannique. Le lendemain, c'est le départ pour Gibraltar, puis, le 5 janvier 1941, il embarque sur un navire britannique qui arrive en Écosse le 15 janvier ; Cheveigné et les autres étrangers sont mis dans le train pour Londres, où ils sont chacun interrogés par la Military Intelligence. 
Le 18 janvier 1941, il s'engage dans les forces aériennes de la France libre ; le lendemain, Cheveigné et les autres nouvelles recrues sont reçus par le général de Gaulle à son quartier général de Carlton Gardens. Après plusieurs mois dans les bureaux londoniens des Forces aériennes françaises libres, Cheveigné est transféré au camp de Camberley dans le Surrey ; à la fin septembre, il est nommé instructeur radio. Cependant, la monotonie de la vie militaire au camp pousse Cheveigné à se porter volontaire pour les services secrets (surnommés « hanky-panky », c'est-à-dire le service des « mauvais tours » joués à l'ennemi) ; en février 1942, il est affecté au BCRA qui l'envoie à l'école d'opérateurs radio de l'Intelligence Service, à Thames Park : lecture rapide du morse, codage d'informations et transmission. C'est là qu'il rencontre Daniel Cordier dans le courant de la même année. Cheveigné est ensuite envoyé au centre d'entraînement de la RAF à Ringway, près de Manchester, afin d'être entraîné à sauter en parachute. 
Parachuté dans la nuit du 30 au 31 mai 1942, dans la région de Thoissey - Romanèche-Thorins, Maurice Le Riche de Cheveigné prend le train pour Uzès, où il doit trouver son contact ; il reçoit alors l'ordre de se rendre à Lyon et de s'y installer pour officier comme opérateur radio (Salm W) d'un agent du commissariat national à l'Intérieur, Jacques Soulas alias Salmon, que Cheveigné avait connu à Londres. Mais la fonction d'opérateur radio et le cloisonnement exigé par sécurité font que Cheveigné mène une vie très solitaire. Un jour, il a la surprise de rencontrer Daniel Cordier devant une librairie lyonnaise ; malgré les consignes de sécurité, ils vont se voir de temps en temps, déjeuner ensemble, aller au théâtre ; Cordier va notamment lui faire découvrir de grands romans de la littérature française contemporaine (de Roger Martin du Gard, Georges Duhamel, Jules Romains, Marcel Proust, André Gide etc.).
Les services de radiogoniométrie du contre-espionnage allemand font des ravages parmi les opérateurs radio clandestins de divers réseaux. Quand le radio de Jean Moulin (Rex), Gérard Brault (Kim W), est arrêté (15 octobre 1942), Cheveigné est transféré du commissariat national à l'Intérieur au BCRA et va travailler alors avec Moulin et Georges Bidault, parfois avec d'autres services et le réseau Brandy,. Les émissions radio de Cheveigné ayant été repérées par les services de radiogoniométrie allemande, à la fin d'une émission sa chambre est perquisitionnée par une équipe d'intervention franco-allemande et Cheveigné ne doit son salut qu'au fait que son poste radio, caché sur l'armoire de sa chambre, ne soit par chance pas trouvé par la police. 
Surchargé, il est aidé par François Briant (Pal W), puis même par Daniel Cordier (Bip W) « qui pourtant a assez à faire avec le secrétariat » de Jean Moulin. Afin de transmettre et recevoir les messages radio dont le nombre augmente sans cesse, Cheveigné doit prendre « des risques énormes avec des émissions trop longues ». En 1943, il assure les liaisons radio de Raymond Fassin, chargé par Jean Moulin de la coordination de six régions de la zone Sud ; Fassin organise l'explosion de deux véhicules de radiogoniométrie allemands, le 13 février 1943, devant l'hôtel Terminus, siège de la Gestapo à Lyon.
Lors de son voyage à Londres en février et mars 1943, Jean Moulin est nommé par de Gaulle son seul représentant pour l'ensemble du territoire métropolitain ; il décide donc d'installer à Paris la direction de ses services et donne l'ordre à Cordier d'y déménager. Le 25 mars 1943, celui-ci part pour Paris afin d'y organiser le nouveau secrétariat, et emmène avec lui la majorité de son équipe (Laure Diebold, Hugues Limonti, Georges Archimbaud, Charles Rapp et Suzanne Olivier). Cependant, comme on ne parvient pas à établir de liaison radio avec Londres depuis la Zone Nord, Cordier laisse Cheveigné à Lyon pour écouler le trafic radio des deux zones, et par conséquent, chaque jour, Suzanne Olivier fait le trajet Paris-Lyon et retour, alors que Joseph Van Dievort fait le trajet Lyon-Paris et retour, afin de transmettre les messages. 
En juin 1943, après plus d'un an de mission en France, Cheveigné reçoit l'ordre de rentrer à Londres et André Montaut est nommé pour le remplacer (il sera arrêté et tué par la Gestapo quelque temps plus tard) ; de nuit, Cheveigné embarque avec quelques autres dans un avion qui fait escale à Alger, puis Gibraltar, avant de rejoindre Londres. Après un debriefing bureaucratique qui l'exaspère, il part deux semaines en permission chez des cousins dans l'Ouest de l'Angleterre, avant d'être envoyé à nouveau par le BCRA en stage à Thames Park pour y apprendre le maniement des nouveaux matériels, codes et procédures, puis à Ringway pour y subir un nouvel entraînement de parachutiste - il se blesse légèrement d'ailleurs à cette occasion.
Raymond Fassin, qui voit Cheveigné dans les bureaux du BCRA à Londres, lui annonce qu'il vient d'être nommé délégué militaire régional pour la zone A (basé à Amiens) et lui demande de l'y accompagner comme son opérateur radio, ce que Cheveigné accepte.  Dans la nuit du 15-16 septembre 1943, Fassin et son équipe de trois personnes, dont Cheveigné, sont parachutés sur la Côte-d'Or, car à cette époque le Bureau des opérations aériennes (BOA) n'avait pas de liaison radio dans la région de Lille. Alors que Fassin est parti pour Lille afin de préparer l'arrivée de son équipe, Cheveigné se rend à Paris pour rendre visite à sa mère qu'il n'a pas revue depuis 1940.
Le 8 octobre 1943, Cheveigné et ses deux camarades partent en train pour Lille. Ils sont accueillis par le responsable local du BOA, qui fait emmener Cheveigné et un camarade à Landrecies où ils sont confiés au vétérinaire Roger Robert, responsable d'un réseau de résistance local. Dès le 10 octobre, Cheveigné transmet au BCRA de nombreux messages radio, en émettant depuis de nombreux lieux différents (fermes amies, poste de gendarmerie, etc.). Il forme un radio recruté par le BOA. Entre décembre 1943 et le début janvier 1944, de nombreuses arrestations frappent l'OCM, car un courrier s'est vendu à la Gestapo ; par chance, Cheveigné n'était pas à Landrecies lors des arrestations. Il parvient à rejoindre Fassin, qui est furieux de ne recevoir pratiquement aucune assistance de la part des mouvements de résistance. Comme la Résistance ne fournit à Cheveigné ni logement ni poste radio émetteur, il se replie sur Paris à mi-janvier, où Cordier l'héberge ; finalement, à la mi-février, Cheveigné demande son rappel à Londres et, en attendant, Fassin lui donne une permission de quelques jours, qu'il passe avec Cordier et Simone, une jeune courrier, au Cap d'Antibes, dans la maison de Roger Vailland.
À leur retour à Paris, Cheveigné retrouve Fassin, qui se démène en raison de tous les obstacles et lui demande de revenir à Lille afin de former un opérateur radio, ce que Cheveigné accepte ; mais, alors que celui-ci s'est rendu à Lille, Fassin et sa secrétaire Solange sont arrêtés à Paris le 1er avril.

### Arrestation et déportation
Le 4 avril 1944, Cheveigné, avec des télégrammes codés dans sa poche, qui attend un train dans un café en face de la gare de Lille, est à son tour arrêté par la police allemande. 
Ayant appris pendant son entraînement en Angleterre qu'en cas d'arrestation on devait essayer de tenir trois jours sans perler, Cheveigné, afin de gagner du temps, joue pendant son premier interrogatoire le jeune homme terrifié et sujet à des crises d'épilepsie ; il est alors conduit à la maison d'arrêt de Loos, où il est enfermé dans une cellule ayant déjà quatre pensionnaires, dont un fermier de Landrecies qu'il a connu fin 1943. Une dizaine de jours plus tard, Cheveigné est soumis à un interrogatoire, au cours duquel il est accusé d'être un opérateur radio de Londres au pseudonyme de Jeannot ; devant ses dénégations, il est battu à coups de nerf de boeuf et finit par avouer, avant d'être renvoyé en cellule, où il s'attend à être fusillé. Quelques jours plus tard, Cheveigné s'aperçoit que Cyprien, courrier du BOA qu'il a connu à Landrecies, occupe la cellule voisine ; tous deux enfermés en isolement parviennent toutefois à communiquer ; Cyprien, dont le vrai nom est René Bigot et qui est Normalien, parle allemand et lui en enseigne les rudiments, ainsi que le jeu d'échecs, ce qui leur permet de passer le temps.
Devant la progression des Alliés en France, les Allemands évacuent les prisonniers de la prison de Loos ; Cheveigné retrouve alors Raymond Fassin et René Bigot ; tous les hommes sont emmenés à une gare de triage, embarqués dans des wagons de marchandise et déportés par le « Train de Loos » (convoi I.281) parti de Tourcoing, le 1er septembre 1944 en fin d'après-midi ; Cheveigné s'étonne que les trains aient pu circuler « alors que les Alliés avaient la maîtrise des airs » et que le sabotage des voies ferrées était quotidien ; après avoir traversé la Belgique et les Pays-Bas, le train arrive en Allemagne, près de Cologne, où les déportés passent la nuit, avant de repartir par un autre train jusqu'à la gare de triage d'Orianenburg, où ils sont débarqués brutalement et emmenés au camp concentration de Sachsenhausen. 
Là les détenus sont complètement rasés et vêtus de « loques qu'un clochard jugerait indignes de lui » ; ils doivent coudre sur la veste leur numéro matricule à hauteur du coeur ; celui de Cheveigné est le F97647 sur triangle rouge (ce qui désigne un détenu politique français). Sous les coups et le sadisme, les règles et la discipline du camp doivent être vite assimilées : le camp de concentration est « une absurde machine à humilier, à faire souffrir et à tuer », « parfaitement folle ». De plus, les appels, au garde à vous sur la place principale du camp, durent un temps fou car les SS font des erreurs de comptage, ce qui prouve, selon Cheveigné, que « l'on peut appartenir à la race des seigneurs sans […] savoir trop bien compter ». Quelque temps plus tard, une cinquantaine de détenus, dont Fassin, sont emmenés par les SS ; c'est la dernière fois que Cheveigné le voit. 
Le travail est dur et, avec la venue de l'hiver et la nourriture insuffisante, les détenus ont froid et sont épuisés, à l'exception de ceux qui acceptent les avances de chefs de baraquements et en reçoivent de la nourriture en suffisance, voire même une planque ; Cheveigné décide qu'il ne franchira pas certaines limites : « je ne fouillerai pas les poubelles et je ne vendrai pas mon cul ». La faim est constante, elle devient une obsession qui ronge les détenus ; sous-nourris, ils maigrissent terriblement : les cuisses de Cheveigné ont alors l'épaisseur qu'avaient ses bras avant son arrestation. René Bigot, quant à lui, meurt en décembre 1944, sans doute d'épuisement : « agencement de travail excessif et de nourriture insuffisante ». 
Un jour, Cheveigné se fait un ami, Yuri, qui est un prisonnier politique polonais, sans doute communiste, qui parle français et anglais. Yuri décide d'aider Cheveigné et lui procure une paire de bonnes chaussures de cuir pour remplacer ses galoches de toile et de bois, terribles par le froid hivernal de -10°C à -20°C, ainsi qu'une veste rayée en bon état. Il lui conseille en outre, pour survivre, de quitter le Kommando de déchargement de briques qui l'éreinte, en allant s'inscrire à l'Arbeitsamt (bureau de l'emploi) en tant que spécialiste de l'électronique. Cheveigné suit ce conseil et, quelques jours plus tard, est transféré dans le « Kommando DAW », acronyme de Deutsche Ausrustungswerke (Usines allemandes d'équipement) ; il est alors affecté à un atelier, qui est chauffé, et est chargé de récupérer, dans du matériel électronique défectueux (lampes TSF miniatures), des éléments en bon état utiles pour l'effort de guerre allemand. 
À la fin janvier 1945, l'armée soviétique parvient à l'Oder, à environ 60 km du camp de concentration de Sachsenhausen ; cette avance soviétique pousse les SS à transférer vers ce camp, dans des conditions d'ailleurs épouvantables, les prisonniers d'autres camps de concentration situés plus à l'est. Le 10 avril 1945, un bombardement de l'aviation alliée touche le camp, probablement parce qu'une usine d'avions Heinkel se trouve à proximité. Enfin, l'Armée rouge étant passée à l'attaque le 15 avril, les SS évacuent le camp par nationalités, le 20 avril ; les Français sont mis en colonne par cinq et partent vers le nord-ouest sous bonne garde ; il faut marcher et tout déporté qui s'arrête, traîne ou tombe d'épuisement, est tué d'une balle dans la nuque par les SS ; au bout de trois jours, les déportés n'ont plus rien à manger et se rabattent sur des pissenlits et des pousses de bouleaux ; enfin, le 2 mai au soir, le chef des gardes SS annonce aux prisonniers qu'ils les quittent, car les Soviétiques approchent. 
Le lendemain matin, 3 mai, un véhicule militaire occupé par un chauffeur et un officier soviétiques arrive auprès du groupe de déportés français ; ceux-ci sont invités à rejoindre la ville proche de Crivitz occupée par l'Armée rouge, où ils pourront trouver à se restaurer ; c'est ce qu'ils font. Cheveigné est ainsi libéré le 3 mai 1945, tandis que Fassin ne rentre pas de déportation. À Crivitz, où il passe 24 heures à se nourrir convenablement et à se reposer avec ses camarades, Cheveigné trouve une balance : il ne pèse plus alors que 41 kg et a donc perdu 22 kg en 13 mois de camp de concentration, c'est-à-dire environ 35% de son poids. Après quelques jours de voyage, Cheveigné arrive à Schwerin, ville qui est en zone américaine, et de là il est transporté avec d'autres ex-prisonniers en camion militaire vers le sud jusqu'à Ludwiglust, en zone britannique, puis en train par les Pays-Bas et la Belgique, via Lille jusqu'à Paris, Gare-du-Nord, enfin en bus jusqu'à l'hôtel Lutetia. 

### L'après-guerre
Rentré en France après sa libération, il cherche un emploi, mais les Résistants de la dernière heure pullulent et il ne reconnaît plus sa patrie.
Il trouve alors un travail pendant deux ans, en Allemagne, auprès d’un organisme des Nations unies portant secours aux prisonniers et aux réfugiés. 
Il se marie avec Kitty, une jeune Anglaise, et, voulant quitter l'Europe, ils partent pour le Canada où ils sont fermiers au nord de Toronto quelques années. Le couple a trois enfants : Suzanne (née en 1950), Alain (né en 1953) et Colin (né en 1954). En 1956, la famille déménage vers le nord, à Elliot Lake, une ville minière, où le couple tient un magasin de téléviseurs et de disques. Mais la crise frappant l'industrie minière, la famille rentre en France et s'installe au sud de Toulouse en se tournant à nouveau vers l'agriculture. Dans les années 1970, les autorités françaises retirent à Cheveigné sa licence de radio amateur (F5ML), ce qui lui cause une nouvelle blessure morale. En 1980, la mer et la voile le fascinant, il s'installe seul à Saint-Malo et mène une vie très solitaire. 
Dès la fin des années 1970, voulant écrire le récit de son expérience de la guerre secrète fondé sur la réalité, il fait des voyages en Angleterre et aux Etats-Unis pour trouver des documents, et rédige des Mémoires intitulés Radio Libre, 1940-1945, qui sont décrits par Cordier comme remarquables et plus proches de la vérité que ceux publiés par les grands noms de la Résistance, mais ne trouveront pas d'éditeur avant 2014, soit plus de 20 ans après la mort de Cheveigné. Dans son compte rendu après la parution du livre posthume de celui-ci, Jeannine Verdès-Leroux explique combien ce récit parfois violent est admirable et écrit que « c’est la tension de son écriture qui explique l’adhésion du lecteur ». 
Son expérience de la déportation, ainsi que la solitude et la tristesse qu'il a ressenties — comme beaucoup de déportés — après sa libération ont causé en Cheveigné une fêlure et une fuite, d'après Cordier. 
Cheveigné avait un humour, une gentillesse et un « charme envoûtant » et il impressionnait par « son absolue liberté », selon Cordier auquel l'a lié une « amitié indéfectible, semblable à la fraternité », depuis leur rencontre en 1941 à Thames Park, puis au travers de leur travail pour Jean Moulin à Lyon en 1942-1943, amitié qui s'est poursuivie après la guerre jusqu'à la mort de Cheveigné. Souffrant d'une insuffisance cardiaque, il décide de mettre fin à ses jours et se suicide en juin 1992.

## Filmographie
- Alias Caracalla, au cœur de la Résistance (téléfilm), réalisé par Alain Tasma en 2013, France 3, joué par François Civil.